# Matías Malvino
Matías Daniel Malvino Gómez (* 20. Januar 1992 in Montevideo), kurz Matías Malvino genannt, ist ein uruguayischer Fußballspieler.

## Karriere

### Vereine
Der nach Angaben seines Vereins 1,88 Meter große Defensivakteur Matás Malvino gehört seit 2011 dem Kader des uruguayischen Erstligisten Defensor an, aus dessen Nachwuchsmannschaft er hervorging. Dort erhielt er in der Erstligaspielzeit 2011/12 noch keine Einsatzzeiten in der Liga, wurde im Jahr 2012 aber fünfmal in der Copa Libertadores Sub-20 eingesetzt (kein Tor), bei der sein Verein das Finale erreichte. In der Spielzeit 2012/13 bestritt er 23 Partien (kein Tor) in der Primera División. In der Saison 2013/14 kam er sodann zu weiteren 19 Erstligaeinsätzen (kein Tor). Zudem sind insgesamt elf absolvierte Begegnungen (kein Tor) der Copa Libertadores 2014, bei der Defensor bis ins Halbfinale vorstieß, für Malvino zu verzeichnen. In der Apertura 2014 lief er zweimal (kein Tor) in der höchsten uruguayischen Spielklasse auf. Ende August 2014 wechselte Malvino in die Schweiz zum FC Lugano. Defensor hatte die in Vereinsbesitz befindlichen 50 % der Transferrechte veräußert. Bei dem Schweizer Klub traf er auf seine sechs Landsleute Jonathan Barboza, Renato César, Jonathan Sabbatini, Sergio Cortelezzi, Ángel Cayetano und Leonardo Melazzi. Bis zum Ende der Spielzeit 2014/15 absolvierte er bei den Schweizern, die ihn mit italienischer Nationalität führten, 27 Partien in der Challenge League und erzielte drei Tore. Auch kam er zweimal (kein Tor) im Schweizer Pokalwettbewerb zum Zug. Zur Apertura 2015 kehrte er im Rahmen einer Ausleihe nach Uruguay zurück und schloss sich Nacional Montevideo an. In der Apertura 2015 wurde er in sechs Erstligaspielen (kein Tor) und zweimal (kein Tor) in der Copa Sudamericana 2015 eingesetzt. Anfang 2016 erfolgte seine Rückkehr zum FC Lugano, für den er in der Saison 2015/16 zehn Ligaspiele (kein Tor) und eine Pokalpartie (kein Tor) absolvierte. Im Juli 2016 kehrte er zu Nacional Montevideo zurück, kam in der anschließenden Saison 2016 zwar zu keinem Pflichtspieleinsatz, gewann mit den "Bolsos" aber die uruguayische Meisterschaft. Ende Januar 2017 wurde er an den Ligakonkurrenten Racing Club de Montevideo ausgeliehen. In der laufenden Saison 2017 stehen bislang (Stand: 5. März 2017) vier Erstligaeinsätze (kein Tor) für ihn zu Buche.

### Erfolge
- Uruguayischer Meister: 2016